# 대산초등학교 (충남)
대산초등학교는 대한민국 충청남도 서산시 대산읍 대산리에 있는 공립 초등학교이다.

## 학교 연혁
| 1922년 | 7월 1일  | 대산공립보통학교 개교(4년제 2학급, 설립인가 3월 31일) |
| 1938년 | 4월 1일  | 대산공립심상소학교로 개칭                             |
| 1941년 | 4월 1일  | 대산공립국민학교로 개칭                               |
| 1950년 | 4월 1일  | 대죽분교장, 오지분교장 설립인가                       |
| 1952년 | 4월 1일  | 웅도분교장 설립인가                                   |
| 1956년 | 5월 9일  | 명지국민학교 분리                                     |
| 1956년 | 5월 9일  | 오지분교장 명지국민학교로 귀속                        |
| 1968년 | 3월 1일  | 운산분교장 설립인가                                   |
| 1970년 | 3월 1일  | 청운국민학교 분리                                     |
| 1982년 | 10월 9일 | 개교 60주년 기념 도서관·시계탑 건립                   |
| 1992년 | 7월 1일  | 개교 70주년 기념 사은탑 건립                          |
| 1996년 | 3월 1일  | 대산초등학교로 개칭                                   |
| 1999년 | 3월 1일  | 오지분교장 본교 편입                                  |
| 1999년 | 9월 1일  | 청운초등학교 통폐합                                   |
| 2002년 | 7월 1일  | 개교 80주년 기념탑 건립                               |
| 2004년 | 3월 1일  | 오지분교장 통폐합                                     |
| 2005년 | 2월 16일 | 학예관(다목적 강당) 개관                              |
| 2007년 | 11월 2일 | 대산 책마루(도서관) 개관                              |
| 2016년 | 2월 4일  | 제88회 졸업(74명, 총 9,455명)                         |
| 2016년 | 3월 1일  | 14학급 편성                                           |
| 2016년 | 3월 1일  | 웅도분교장 통폐합                                     |
| 2017년 | 2월 8일  | 제89회 졸업(51명, 총 9,506명)                         |
| 2017년 | 3월 1일  | 18학급 편성(특수1)                                    |

## 참고 자료
- 대산초등학교 - 한국교육학술정보원 학교알리미